# Eurydice-netwerk
Het Eurydice-netwerk is een informatienetwerk voor onderwijs in Europa dat sinds 2014 opgenomen is in Erasmus+, het EU-programma voor onderwijs, opleiding, jeugd en sport. Tot 2007 maakte Eurydice deel uit van het Socrates-onderwijsprogramma van de Europese Commissie. Dit onderwijsprogramma verleende steun aan het basis-, voortgezet en hoger onderwijs, en maakte nieuwe leerervaringen mogelijk door het aanbieden van bijvoorbeeld beurzen en uitwisselingsprogramma's. Het programma liep tot en met 2006. Vanaf 2006 tot 2014 was maakte Eurydice deel uit van het Leven lang leren-programma van de EU.
Eurydice is een geïnstitutionaliseerd netwerk voor de verzameling, verwerking, analyse en verspreiding van betrouwbare en eenvoudig toegankelijke informatie over onderwijssystemen en –beleid in Europa. Alle landen die deelnemen in het EU-Erasmus+programma nemen deel in het netwerk: de EU-lidstaten en Liechtenstein, Montenegro, Noord-Macedonië, Noorwegen, Servië, Turkije, IJsland en - tot voor kort - Zwitserland).
Het Eurydice-netwerk verzorgt publicaties, op papier en op internet, die te verdelen zijn als:
- beschrijvingen van nationale onderwijssystemen
- vergelijkende studies gewijd aan specifieke onderwijsonderwerpen
- verzamelingen indicatoren en statistieken met kwalitatieve beschrijvingen

## Organisatie en werkzaamheden
De organisatie bestaat uit de 36 landen die participeren in het Leven Lang Leren Programma van de EU:
- de 27 EU-lidstaten

- -  België
  -  Bulgarije
  -  Cyprus
  -  Denemarken
  -  Duitsland
  -  Estland
  -  Finland
  -  Frankrijk
  -  Griekenland

- -  Hongarije
  -  Ierland
  -  Italië
  -  Kroatië
  -  Letland
  -  Litouwen
  -  Luxemburg
  -  Malta
  -  Nederland

- -  Oostenrijk
  -  Polen
  -  Portugal
  -  Roemenië
  -  Slovenië
  -  Slowakije
  -  Spanje
  -  Tsjechië
  -  Zweden

- Overige landen
  -  Liechtenstein
  -  Noord-Macedonië
  -  Montenegro
  -  Noorwegen
  -  Servië
  -  Turkije
  -  IJsland
  -  Verenigd Koninkrijk
  -  Zwitserland

Eurydice is een onderling afhankelijk netwerk waarin alle eenheden bijdragen:
- Afdeling A7 van de Education, Audiovisual and Culture Agency in Brussel coördineert de werkzaamheden van het netwerk. Die coördinatie omvat o.a. het maken van de vergelijkende analyses op basis van nationale beleidsbeschrijvingen en het opstellen van de concepten en eindversies van de publicaties. Daarnaast beheert de Europese Eenheid de databanken en de centrale website.
- De nationale eenheden verschaffen de nationale gegevens voor A7, verzorgen de nationale beschrijvingen van de onderwijssystemen en leveren nationaal de informatie aan de doelgroepen (beleidsmakers, onderwijsinstituten enz.)

Het werk van Eurydice richt zich met name op de doelstellingen en maatregelen die aan de onderwijssystemen ten grondslag liggen. Alle niveaus van het onderwijs (van pre-primair tot hoger onderwijs) kunnen onderwerp zijn van analyse.
Eurydice geeft via haar website een zeer gedetailleerde databank over de onderwijssystemen die in het netwerk voorkomen.
Eurydice werkt structureel samen met:
- Eurostat (statistisch bureau van de Europese Unie)
- Cedefop (het Europees centrum voor de ontwikkeling van de beroepsonderwijs)
- ETF (European Training Foundation)
- Europees agenstchap voor de ontwikkeling van speciaal onderwijs
- waar nodig en mogelijk met de OESO, de UNESCO en de Raad van Europa

## Instelling van het Eurydice-netwerk

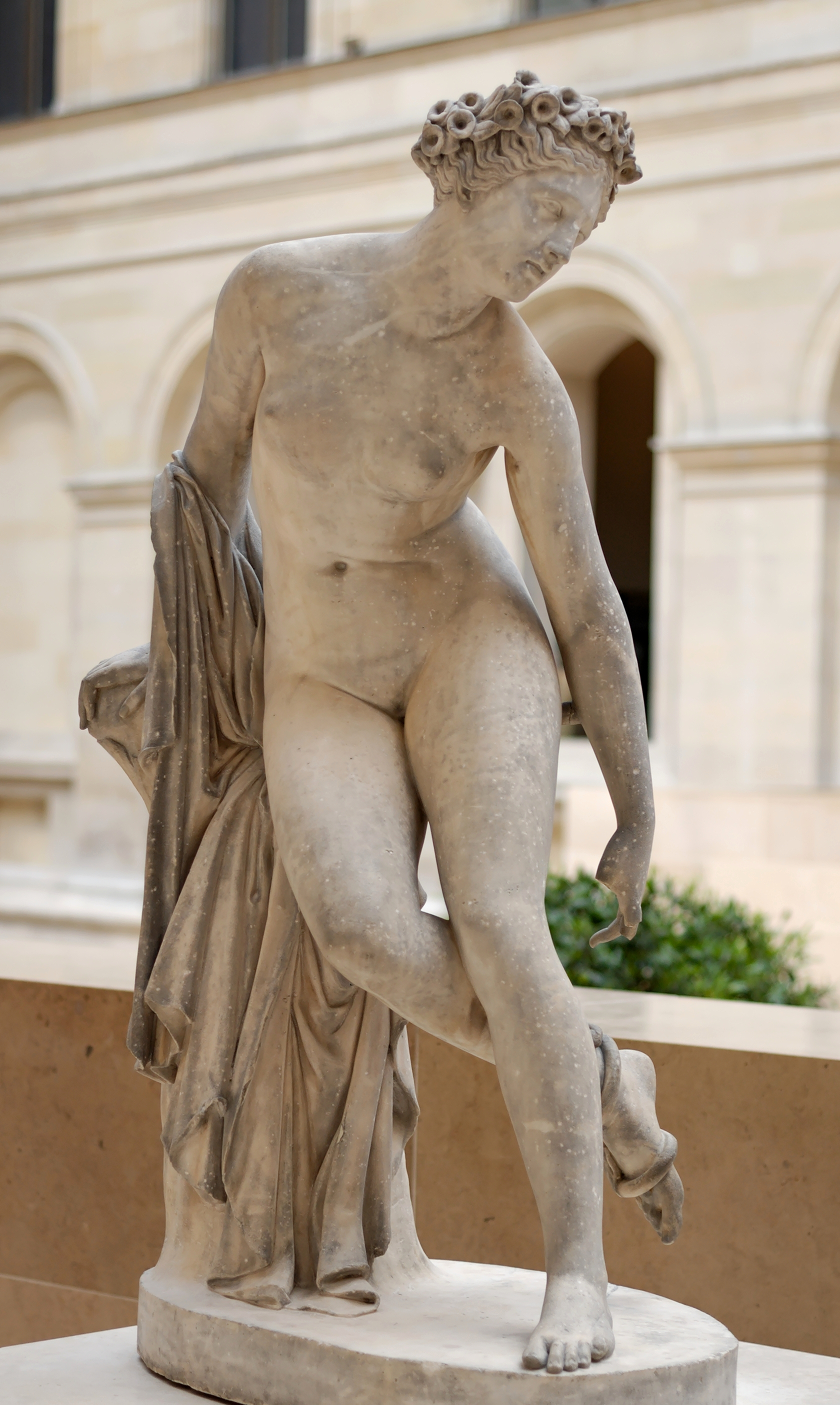
Eurydice; Charles-François Lebœuf (1792–1865)

In november 1971 stelde de Raad van Onderwijsministers de noodzaak tot samenwerking op onderwijsgebied vast. De voormalige minister van onderwijs van België, Henri Janne, onderzocht wat de basis voor zo'n samenwerking was. Zijn rapport gaf in 1973 een eerste schets voor een actieplan voor onderwijs, op het moment dat de Europese Gemeenschap door de toetreding van Denemarken, Ierland en het Verenigd Koninkrijk van zes naar negen uitbreidde.
Een Mededeling van de Commissie uit maart 1974 werd vervolgens aan de Raad voorgelegd. De doelstellingen van de Commissie was het bevorderen van de mobiliteit van leraren, onderzoekers en studenten, het onderwijs aan allochtone leerlingen en de invoering van de Europese dimensie in het onderwijs.
In juni 1974 nam de Raad van Onderwijsministers een resolutie aan met een aantal prioriteiten voor samenwerking op onderwijsgebied, die door een speciaal Onderwijscomité, bestaande uit vertegenwoordigers uit de lidstaten, zouden worden uitgewerkt. Drie principes lagen ten grondslag aan de resolutie en zij zouden een grote invloed hebben op de samenwerking:
- onderwijs moest onder de autonome verantwoordelijkheid van de lidstaten blijven, maar gecoördineerde interactie tussen onderwijs, training en opleidingssystemen moesten worden bevorderd.
- de diversiteit en het eigen karakter van de onderwijssystemen van de afzonderlijke lidstaten moest volledig worden gerespecteerd. Dit principe betekende een scheiding tussen onderwijs en het beleid van de Gemeenschap op andere beleidsterreinen omdat het elke poging verwierp om de onderwijsstructuren van de lidstaten te harmoniseren of om een enkel systeem of een gemeenschappelijk curriculum in te voeren.
- Lidstaten waren vrij te besluiten hoe zij gezamenlijk geformuleerde doelen wilden implementeren.

Op basis van het rapport van het Onderwijscomité werd het eerste actieplan aangenomen op 9 februari 1976:
- behoud van de diversiteit aan ervaring en afzien van elke poging om de systemen meer op elkaar te doen lijken.
- Manieren vinden om grotere kennis en begrip van onderwijsbeleid en –structuren te krijgen was het doel.

De resolutie van de Commissie en de Raad van Ministers van 9 februari 1976 benadrukte dat de uitwisseling van informatie noodzakelijk was voor de ontwikkeling van het beleid en de samenwerking in de Gemeenschap. Ook werd de intentie uitgesproken om een netwerk op te zetten voor dit doel. In de loop van 1977 werd door het Onderwijscomité vastgesteld wat van een netwerk, dat verantwoordelijk zou worden om het samenwerkingsprogramma te ondersteunen door het begrip te verhogen over hoe de verschillende onderwijssystemen werken, zou kunnen worden verwacht.
De Commissie zette een centrale eenheid op om het netwerk te coördineren en te stimuleren. De eerste taak van het netwerk zou zijn om namens beleidsmakers op nationaal, Gemeenschaps, en in sommige gevallen regionaal en lokaal, niveau te werken. Daarnaast was het de verantwoordelijkheid van het netwerk, belegd bij de Centrale Eenheid, om de Commissie te informeren over lopende and toekomstige ontwikkelingen binnen de onderwijssystemen binnen de
Gemeenschap.
De taken van het netwerk zouden zijn:
- de Commissie voorzien van een intern en extern informatiedienst over de Gemeenschap
- de bestaande informatieinstrumenten verbeteren
- vragen van eenheden in het netwerk beantwoorden over de nationale systemen door een voortdurende en dynamische informatiestroom over beleid en ontwikkelingen in de onderwijssystemen
- informatie verschaffen over de kenmerken, structuren en gebruiken van de onderwijssystemen.

Tijdens de vergadering van het Onderwijscomité van november 1977 werd formeel besloten tot het oprichten van een netwerk. De lidstaten werd gevraagd om een nationale eenheid op te zetten en hoofden te benoemen van die eenheden. De meeste eenheden werden gevestigd in de ministeries van onderwijs, met gemakkelijke toegang tot departmentale informatie. In 1979 werd in Brussel de centrale eenheid opgezet, bestuurd door de European Cultural Foundation, onder contract van de Europese Commissie. Het netwerk zou Eurydice heten.
Na een pilot van een jaar waarin procedures werden ingevoerd, getest en vastgelegd werd het netwerk volledig operationeel. Eurydice startte in september 1980 officieel. Eurydice was een geïntegreerd deel van Socrates, het actieprogramma van de Gemeenschap voor onderwijs van 1995-2006. Vanaf 2007 is Eurydice opgenomen in het EU Action Programme in the field of Lifelong Learning  waarin het, als onderdeel van het transversale programma, zowel meehelpt de ontwikkeling van beleid op dit gebied te ontwikkelen als de samenwerking op Europees niveau. Eurydice levert beleidsmakers en een ieder die betrokken is bij onderwijs informatie over onderwijs. Eurydice produceert vergelijkbare en regelmatig geactualiseerde landenbeschrijvingen over de organisatie van de onderwijssystemen, vergelijkende studies over specifieke onderwerpen die van belang zijn binnen de Gemeenschap en indicatoren.
Sinds september 2008 is Eurydice onderdeel van de Education, Audiovisual and Culture Executive Agency (EACEA). Dit agentschap is verantwoordelijk voor bepaalde delen van EU-programma's op het gebied van onderwijs, cultuur en audiovisuele zaken.